# Coppa panamericana maschile under 23 di pallavolo
La Coppa panamericana maschile under 23 di pallavolo è una competizione pallavolistica, organizzata dalla PVU sotto l'egida della NORCECA, per squadre nazionali nordamericane e sudamericane, riservata a giocatori con un'età inferiore di 23 anni.

## Edizioni
| Edizione      | Edizione        | Podio         | Podio           | Podio           |
| Anno          | Organizzatore   | Campione      | Seconda         | Terza           |
| ------------- | --------------- | ------------- | --------------- | --------------- |
| 2012 Dettagli | Canada          | Brasile       | Argentina       | Rep. Dominicana |
| 2014 Dettagli | Cuba            | Cuba          | Messico         | Rep. Dominicana |
| 2016 Dettagli | Messico         | Argentina     | Cuba            | Cile            |
| 2018 Dettagli | Guatemala       | Cuba          | Messico         | Guatemala       |
| 2020          | -               | Non disputata | Non disputata   | Non disputata   |
| 2021 Dettagli | Rep. Dominicana | Messico       | Porto Rico      | Rep. Dominicana |
| 2023 Dettagli | Cuba            | Cuba          | Rep. Dominicana | Perù            |
| 2024 Dettagli | Suriname        | Messico       | Perù            | Cuba            |

## Medagliere
| Pos. | Squadra         | 1º posto | 2º posto | 3º posto | Totale |
| ---- | --------------- | -------- | -------- | -------- | ------ |
| 1    | Cuba            | 3        | 1        | 1        | 5      |
| 2    | Messico         | 2        | 2        | 0        | 4      |
| 3    | Argentina       | 1        | 1        | 0        | 2      |
| 4    | Brasile         | 1        | 0        | 0        | 1      |
| 5    | Rep. Dominicana | 0        | 1        | 3        | 4      |
| 6    | Perù            | 0        | 1        | 1        | 2      |
| 7    | Porto Rico      | 0        | 1        | 0        | 1      |
| 8    | Cile            | 0        | 0        | 1        | 1      |
| 8    | Guatemala       | 0        | 0        | 1        | 1      |